# Anthony E. Pratt
Anthony Ernest Pratt, né le 10 août 1903, et mort le 9 avril 1994, est l'inventeur du Cluedo.

## Biographie
Pratt est né en 1903 au 13 Brighton Road, Balsall Heath (en), un Inner city (en) de Birmingham. Il est élève à St. Philip's School dans Edgbaston.
Il devient plus tard pianiste et prend part à des murder partys où il assure l'ambiance musicale. Progressivement, il imagine un jeu de société qui devient plus tard le Cluedo. Durant la Seconde Guerre Mondiale, il travaille dans une usine,  qui fabrique des composants pour les chars d'assaut. Il est pris d'insomnie à cause des fréquents bombardements et décide de mettre au point une première version du jeu, avec l'aide de sa femme Elva. Il vend son brevet aux éditeurs Parker Brothers et Waddington.
Après la fin de la Seconde Guerre mondiale, Elva Pratt entre dans la fonction publique britannique, puis lance un petit commerce. Il développe la maladie d'Alzheimer vers la fin de sa vie et doit s'installer dans une maison de retraite, où il est meurt à l'âge de 90 ans. Il est enterré au cimetière de Bromsgrove.

## Galerie

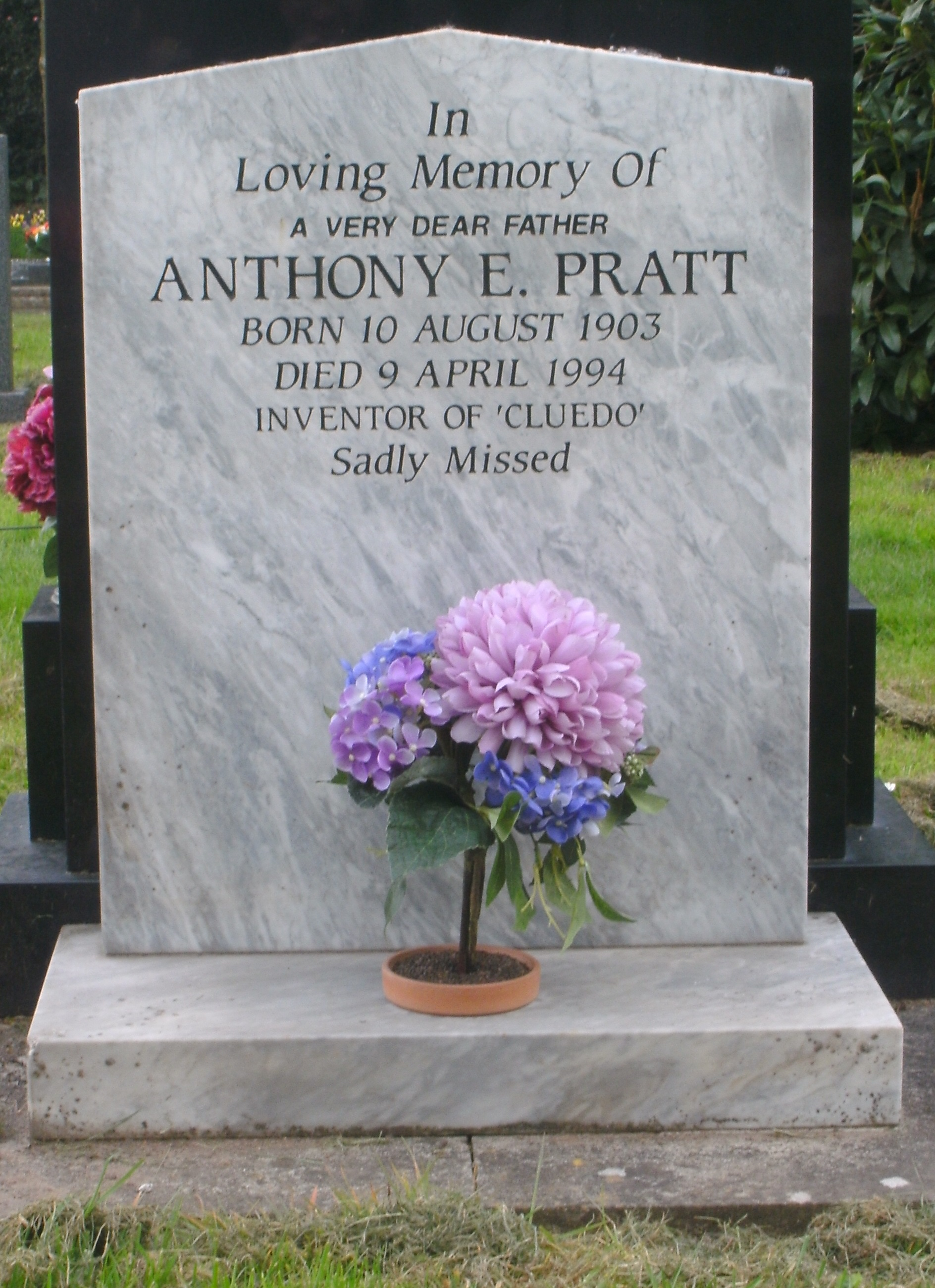
Tombe d'Anthony Pratt au cimetière de Bromsgrove, dans le Worcestershire.
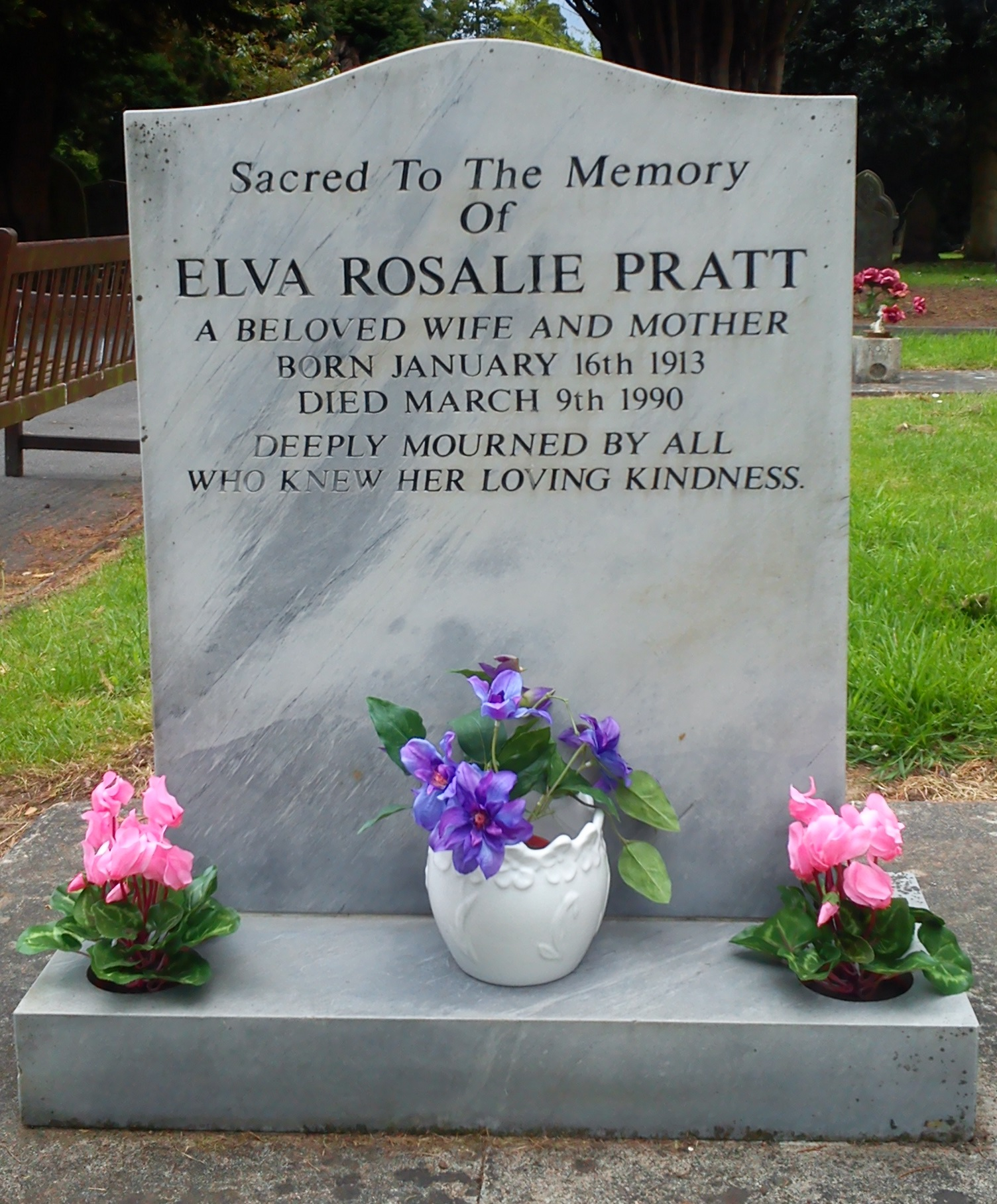
Tombe d'Elva Pratt au cimetière de Bromsgrove, dans le Worcestershire.